# (9903) Leonhardt
(9903) Leonhardt est un astéroïde de la ceinture principale.

## Description
(9903) Leonhardt est un astéroïde de la ceinture principale. Il fut découvert le 4 juillet 1997 à Prescott par Paul G. Comba. Il présente une orbite caractérisée par un demi-grand axe de 3,08 UA, une excentricité de 0,24 et une inclinaison de 1,7° par rapport à l'écliptique.

## Étymologie
Cet astéroïde est nommé en l'honneur de Gustav Leonhardt.

## Compléments